# Gerome Quantmeyer
Gerome Quantmeyer ist ein ehemaliger deutscher Synchronsprecher, der vor allem in der Rolle von Diego Velazquez als Billy Thunderman in der US-amerikanischen Serie Die Thundermans bekannt wurde. Quantmeyer war von 2010 bis 2020 als Synchronsprecher tätig.

## Synchronarbeit

### Filme
- 2010: Néo Broca (als Elliot) in Kleine wahre Lügen
- 2011: Casey Simpson (als Buddy) in Five
- 2011: Austin Bickel (als Riley) in Roller Girl
- 2011: Mathew Biltonen (als Gabe Miller) in Higher Ground –  Der Ruf nach Gott
- 2012: Jules Balekdjian (als Enzo Ricci) in Um Bank und Kragen
- 2014: Kit Connor (als Tom) in Rettet Weihnachten!
- 2015: Griffin Kane (als Alden) in Das Weihnachts-Chaos
- 2015: Virgile Hurard (als Jean-Jean) in Lou!
- 2017: Lauren Weisman (als Mike Teavee) in Tom und Jerry: Willy Wonka & die Schokoladenfabrik
- 2018: Jahi Di’Allo Winston (als Danny) in Proud Mary

### Serien
- 2014: Ian Luca Pardo (als Joaquin) in Violetta
- 2014–2018: Diego Velazquez (als Billy Thunderman) in Die Thundermans
- 2015: Diego Velazquez (als Billy Thunderman) in Voll Vergeistert
- 2015–2016: Jaeden Martell (als Johnny Masters) in Masters of Sex
- 2015–2016: Jackson Brundage (als Joe Hobbs (2. Stimme)) in See Dad Run
- 2015–2018: Max Charles (als Harvey Beaks) in Harveys schnabelhafte Abenteuer
- 2016: David Raynolds (als Nelson (1. Stimme)) in Ninjago
- 2016: Louis Hynes (als Alarich als Kind) in Aufstand der Barbaren
- 2016: Benjamin Royer (als Bret Marcus (1. Stimme)) in Best Friends – Zu jeder Zeit
- 2016: Matthew Royer (als Chet Marcus (1. Stimme)) in Best Friends – Zu jeder Zeit
- 2017: Chance Hurstfield (als Bobby) in Project MC²
- 2017: Braxton Herda (als Bucky) in Scorpion
- 2018: Nathan Arenas (als Robbie) in Criminal Minds
- 2018: Carter Hastings (als Leland Peters) in Criminal Minds
- 2018: Samuel Sadovnik (als Benny) in Henry Danger
- 2019: Gil De St. Jeor (als Billy Bilsky) in Henry Danger
- 2020: Zach Hoffman (als Schauspieler Bernie) in Bizaardvark